# Mildred Cram
Pour les articles homonymes, voir Cram.
Mildred Cram est une écrivaine et scénariste américaine née le 7 octobre 1889 à Washington (district de Columbia) et morte le 4 avril 1985 à Santa Barbara (Californie).
Mildred Cram, une figure emblématique de la littérature et du cinéma américain, a laissé une empreinte indélébile grâce à ses récits captivants et ses scénarios poignants. Sa capacité à tisser des histoires qui résonnent avec les émotions humaines a fait d’elle une auteure et scénariste célébrée, dont l’héritage continue d’inspirer. Son œuvre, traversant les décennies, demeure un témoignage de son talent exceptionnel et de sa contribution significative à la culture américaine.

## Biographie
Mildred Cram était une écrivaine et scénariste américaine talentueuse, née le 17 octobre 1889 à Washington, D.C., et décédée le 4 avril 1985 à Santa Barbara, Californie. Elle a marqué le monde littéraire et cinématographique par son œuvre.

### Débuts littéraires
Cram a commencé sa carrière en tant qu’écrivaine avec des nouvelles et des romans. Sa nouvelle Stranger Things a été incluse dans la collection de récits primés du prix O. Henry en 1921.

### Carrière cinématographique
Plusieurs de ses histoires et romans ont été adaptés au cinéma. Elle a été nommée, avec Leo McCarey, pour l’Oscar du Meilleur scénario original pour le film Love Affair en 1939.

### Influence culturelle
L’acteur Tyrone Power était un grand admirateur de son travail, et Judy Garland pouvait citer par cœur sa nouvelle Forever, qui a connu plusieurs tentatives d’adaptation cinématographique sans succès.
Parmi ses œuvres notables, on trouve Forever, publiée en 1935, et The Promise, publiée en 1949.
Cram a contribué à de nombreux films, y compris Subway Sadie (1926), Behind the Make-Up (1930), This Modern Age (1931), et An Affair to Remember (1957), qui est une réadaptation de "Love Affair".

## Filmographie

### Cinéma
- 1926 : Les Surprises du métro d'Alfred Santell
- 1930 : Sous le maquillage de Robert Milton, Dorothy Arzner, Henry Hathaway, Rollo Lloyd
- 1931 : La Courtisane de Robert Z. Leonard
- 1931 : This Modern Age de Nick Grinde
- 1932 : Sinners in the Sun de Alexander Hall
- 1932 : Papa amateur de John G. Blystone
- 1932 : Maquillage de Karl Anton
- 1932 : Faithless de Harry Beaumont
- 1935 : Stars Over Broadway (en) de William Keighley
- 1936 : Navy Born (en) de Nate Watt
- 1937 : À l'est de Shanghaï (Wings Over Honolulu) de H.C. Potter
- 1939 : Elle et lui de Leo McCarey
- 1940 : Au-delà de demain (Beyond Tomorrow) de A. Edward Sutherland
- 1957 : Elle et lui de Leo McCarey

### Télévision
- 1949 : The Philco Television Playhouse (1 épisode)
- 1950 : Studio One (1 épisode)
- 1953 : Schlitz Playhouse of Stars (1 épisode)
- 1954 : The Ford Television Theatre (1 épisode)
- 1954 : Douglas Fairbanks, Jr., Presents (1 épisode)
- 1957 : General Electric Theater (1 épisode)
- 1957 : Cavalcade of America (1 épisode)
- 1960 : Les Aventuriers du Far-West (1 épisode)

## Nominations
- Oscars du cinéma 1940 : Oscar de la meilleure histoire originale pour Elle et lui